# 기름 공장 초등학교 역
기름 공장 초등학교 역/유창 초등학교 역은 가오슝 첩운 홍선의 1역이다.

### 비고
영어 긴 역 이름 술 보낸, 차의 LED 윤곽은 R18_Oil Refinery Elem. Schl.이다.

## 역 구조

### 승강장

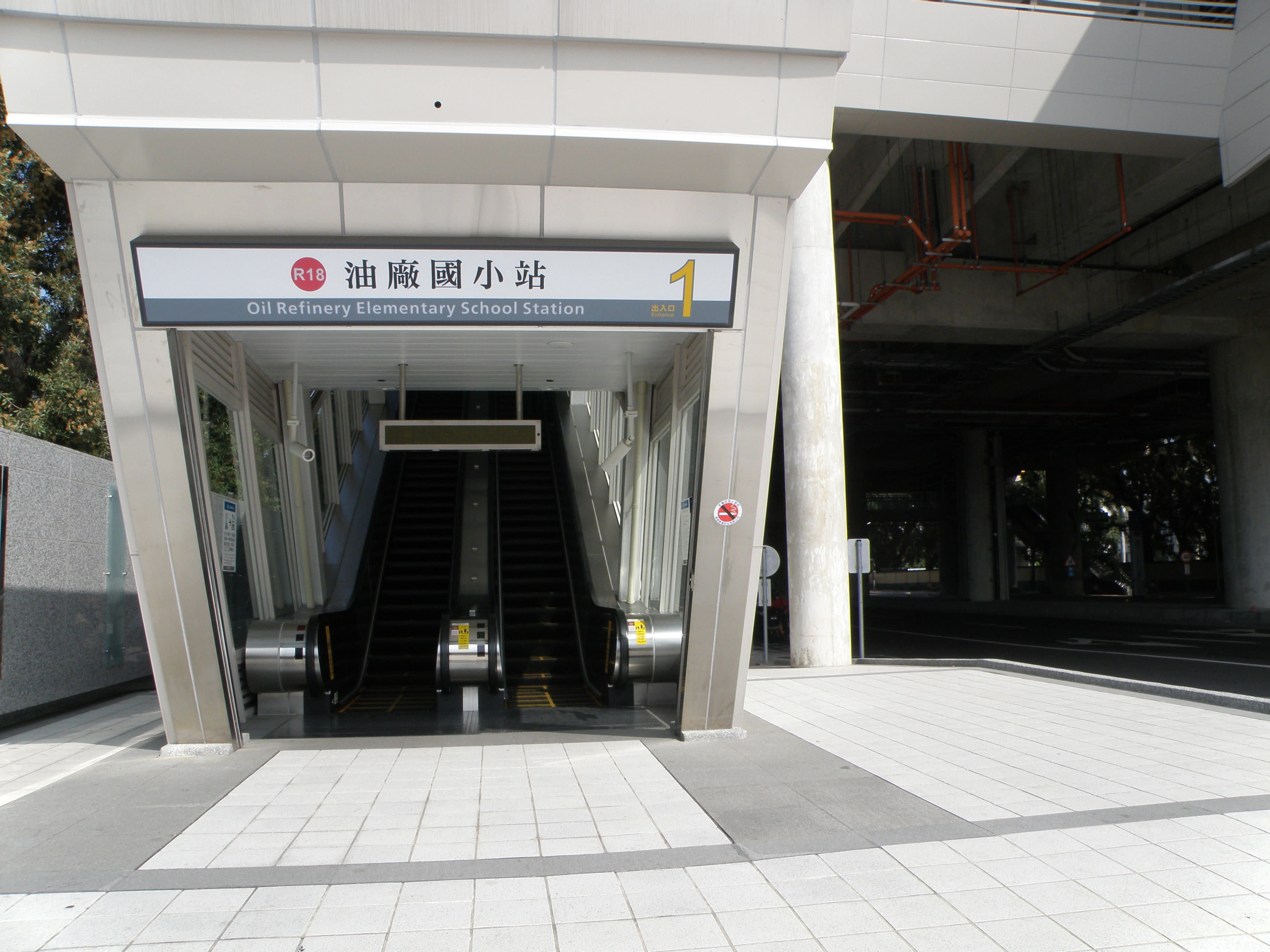
출입구1

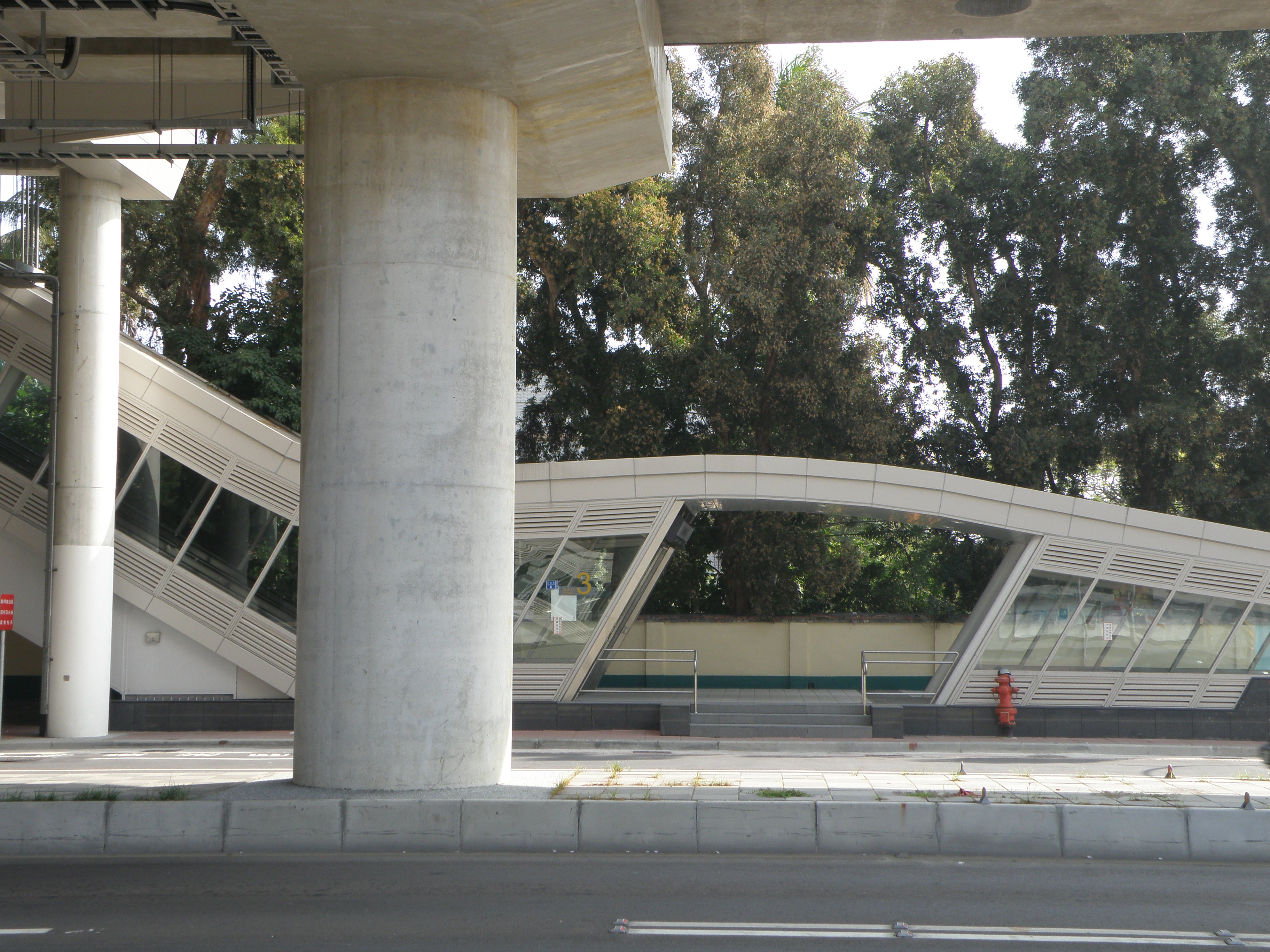
출입구3

| 지면     | 출입구                              | 출입구                                                      |
| 지상 1층 | 승강장                              | 출입구                                                      |
| 지상 1층 | 승강장                              | 화장실                                                      |
| 지상 2층 | 1호 플랫폼                          | ←가오슝 첩운 홍선 샤오강방면（월드 게임/국게 체육 단지 역） |
| 지상 2층 | 플랫폼，문의 왼쪽 / 오른쪽 열립니다 |                                                             |
| 지상 2층 | 2호 플랫폼                          | 가오슝 첩운 홍선 남강산방면（난쯔 가공구 역）→              |

## 역 출입구
역의 북쪽 끝에 위치한 출입구1,2，역의 남쪽 끝에 위치한 출입구3,4입니다.
- 출입구1：쭤난로
- 출입구2：쭤난로
- 출입구3：쭤난로（종산대학교 부종 방면）
- 출입구4：쭤난로（기름 공장 초등학교 방면）